# Колбин, Василий Михайлович
Васи́лий Миха́йлович Ко́лбин (1854, Челябинск, Оренбургская губерния — 13 [26] апреля 1911, Челябинск, Оренбургская губерния) — купец 2-й гильдии, предприниматель, общественный деятель Челябинска. Гласный Городской думы.

## Биография
Василий Михайлович Колбин родился в 1854 году в Челябинске.
В конце XIX века он вёл разработку каменных карьеров, строил доходные дома.
- С 1901 года — председатель Вольного пожарного общества.
- 1902 год — построил маслобойный завод;
  - В этом же году Василий Михайлович решил осветить город электричеством и подал прошение в Думу. Это прошение рассматривалось 30 декабря 1902 г. на 14 заседании Городской Думы. Звучало оно следующим образом: «Прошение Челябинского 2 г. купца В. М. Колбина о разрешении устройства по улице города проводов для электрического освещения тех помещений, владельцы коих изъявляют желание иметь означенное освещение».(ОГАЧО. Ф. И-3. Оп. 1. Д. 699. Л. 3/об.)
- 1905 год — построил электростанцию («завод электрической энергии», как это тогда называлось);
  - Электрические фонари освещали три главных магистрали города: Сибирскую (Труда), Уфимскую (Кирова), Большую (Цвиллинга).
- 1906 год — построил телефонную станцию (сеть общего пользования).
  - Колбин … cъездил в Пермь, в Москву – посмотреть, как же устроены эти телефоны, договорился о поставке оборудования с компанией «Сименс и Гальске».
30 января 1904 года Колбин обращается с инициативным предложением в городскую Думу, а за поддержкой – к городскому голове доктору А. Ф. Бейвелю. Василий Михайлович сумел убедить городскую власть, что новое средство, помимо почты и телеграфа, быстро развивающемуся Челябинску просто необходимо.
Работа началась в 1905 году … Самые смелые, а возможно, любопытные 75 человек подали заявки на постройку телефона. 20 января 1906 года, то есть меньше, чем через год, комиссия докладывала городской Думе, что телефонная сеть общего пользования открыта. К 1910 году было почти 200 абонентов. Благотворительно телефоны установили в городской больнице, пожарной части и городской управе. Новинка прочно вошла в повседневную жизнь горожан.

Василий Михайлович Колбин был автором проекта запуска в Челябинске электрической трамвайной линии, который не нашёл поддержки, поскольку затрагивал интересы многочисленных владельцев частного извоза. (Челябинский трамвай был запущен только в 1932 году.)
Василий Михайлович вёл активную общественную и благотворительную деятельность. Был гласным Городской думы.
Он участвовал в строительстве храмов, церковно-приходских школ и других объектов в городе.
Скончался Василий Михайлович Колбин в своём родном городе 13(26) апреля 1911 года. Он был похоронен на Казанско-Богородицком кладбище (к настоящему времени это кладбище уничтожено и застроено).

## Награды
- В 1905 за деятельность по развитию народного образования в Челябинске Колбин получил Почётную грамоту от попечителя Оренбургского учебного округа. 
  - В этом же году Высочайшим повелением государя-императора Николая II ему было присвоено звание личного почётного гражданина города[1].

Мемориальная доска в честь В. М. Колбина

## Память
В Челябинске, на доме 66 по улице Труда, известном также как «дом Колбина», установлена мемориальная доска.

## Интересные факты
Работа с электричеством для многих в роду Колбиных стала делом жизни. Энергетиками стали внучка Василия Михайловича, правнук и праправнук. Все работали и работают в системе «Челябэнерго».